# Martin Lutter
Martin Lutter (* 14. Oktober 1874 in Charlottenburg; † 13. April 1978 in Mönchengladbach) war ein deutscher Offizier, Gutsbesitzer und Politiker.

## Leben
Lutter studierte nach dem Abitur am Gymnasium in Magdeburg Rechtswissenschaft an der Julius-Maximilians-Universität Würzburg, wo er Mitglied des Corps Guestphalia wurde. Nach dem Studium trat er in die Preußische Armee und wurde 1896 Leutnant im Pionierbataillon Nr. 10 in Hannover. 1899 wechselte er zu den Verkehrstruppen (Eisenbahn und Telegraphie). 1900 nahm er an der China-Expedition teil. 1904 wurde er in die Kaiserliche Schutztruppe für Deutsch-Südwestafrika versetzt, 1912 ins Reichskolonialamt. Im Ersten Weltkrieg kämpfte er unter anderem an der Westfront. 
1918 als Major aus dem aktiven Dienst ausgeschieden, widmete Lutter sich der Bewirtschaftung seines Gutshofs Frauendorf bei Frankfurt (Oder). Er war Amtsvorsteher, Deichhauptmann und Mitglied des Provinziallandtags. Nach dem Zweiten Weltkrieg lebte er in München und Mönchengladbach.